# まつえレディースハーフマラソン
まつえレディースハーフマラソンは、1980年（昭和55年）から島根県松江市で開催されているロードレースの陸上競技大会。2018年の第39回大会以降の正式な大会名称は、“日本近代スポーツ界の父”と言われる岸清一の名を冠した岸清一賞 国際文化観光都市 まつえレディースハーフマラソン（きしせいいちしょう こくさいぶんかかんこうとし まつえレディースハーフマラソン）である。
なお、I部・II部の参加資格は女性に限定されているが、III部・IV部は男女が対象となっている（2009年大会）。2011年の第32回大会は東北地方太平洋沖地震（東日本大震災）、2020年以降は新型コロナウイルス感染拡大のためそれぞれ中止となっているが、2023年に4年ぶり開催した。

## 大会運営
主催
- 松江市
- 日本学生陸上競技連合
- 松江市教育委員会
- 島根陸上競技協会
- 山陰中央テレビジョン放送（TSK） - 後述の中継番組の制作局
- 国際文化観光都市まつえレディースハーフマラソン実行委員会

主管
- 松江市陸上競技協会

## 種目部門
- I部（ハーフマラソン、10kmロードレース）
- II部（健康マラソン）
- III部（ジョギング）
- IV部（ちびっこマラソン）

## コース
松江市の松江城大手前を発着点とする。

## 歴代成績

### 日本学生女子ハーフマラソン選手権大会
日本学生女子ハーフマラソン選手権大会はワールドユニバーシティゲームズのハーフマラソン競技の代表選考を兼ねる。なお2021年は日本学生ハーフマラソン選手権大会との同時開催で立川駐屯地（第97回箱根駅伝予選会と同コース）で開催。
| 回 | 開催年 | 氏名                                                     | 大学                                                     | タイム                                                   | 備考                                                     |
| -- | ------ | -------------------------------------------------------- | -------------------------------------------------------- | -------------------------------------------------------- | -------------------------------------------------------- |
| 11 | 2008   | 水口侑子                                                 | 三重大学                                                 | 1時間13分27秒                                            |                                                          |
| 12 | 2009   | 津崎紀久代                                               | 名城大学                                                 | 1時間11分53秒                                            |                                                          |
| 13 | 2010   | 小田切亜紀                                               | 名城大学                                                 | 1時間13分05秒                                            |                                                          |
| 14 | 2011   | 東北地方太平洋沖地震（東日本大震災）の影響により大会中止 | 東北地方太平洋沖地震（東日本大震災）の影響により大会中止 | 東北地方太平洋沖地震（東日本大震災）の影響により大会中止 | 東北地方太平洋沖地震（東日本大震災）の影響により大会中止 |
| 15 | 2012   | 高木綾女                                                 | 名城大学                                                 | 1時間11分10秒                                            |                                                          |
| 16 | 2013   | 上野泰加                                                 | 筑波大学                                                 | 1時間11分30秒                                            |                                                          |
| 17 | 2014   | 奥野有紀子                                               | 京都産業大学                                             | 1時間12分44秒                                            |                                                          |
| 18 | 2015   | 上原明悠美                                               | 松山大学                                                 | 1時間11分19秒                                            |                                                          |
| 19 | 2016   | 緒方美咲                                                 | 松山大学                                                 | 1時間11分50秒                                            |                                                          |
| 20 | 2017   | 福居紗希                                                 | 城西大学                                                 | 1時間11分12秒                                            |                                                          |
| 21 | 2018   | 水口瞳                                                   | 大阪学院大学                                             | 1時間12分34秒                                            |                                                          |
| 22 | 2019   | 鈴木優花                                                 | 大東文化大学                                             | 1時間11分27秒                                            |                                                          |
| 23 | 2020   | 新型コロナウイルスの影響により大会中止。                 | 新型コロナウイルスの影響により大会中止。                 | 新型コロナウイルスの影響により大会中止。                 | 新型コロナウイルスの影響により大会中止。                 |
| 24 | 2021   | 小林成美                                                 | 名城大学                                                 | 1時間14分36秒                                            |                                                          |
| 25 | 2022   | 新型コロナウイルスの影響により大会中止。                 | 新型コロナウイルスの影響により大会中止。                 | 新型コロナウイルスの影響により大会中止。                 | 新型コロナウイルスの影響により大会中止。                 |
| 26 | 2023   | 北川星瑠                                                 | 大阪芸術大学                                             | 1時間10分50秒                                            |                                                          |
| 27 | 2024   | 野田真理耶                                               | 大東文化大学                                             | 1時間12分01秒                                            |                                                          |
| 28 | 2025   | 土屋舞琴                                                 | 立命館大学                                               | 1時間12分04秒                                            |                                                          |

## テレビ中継
「まつえレディースハーフマラソン」は主催者でもあるTSK制作により生中継で放送され、一部フジテレビ系列局及びテレビ山口（tys、TBS系列）でネットされている。中四国地方のフジテレビ系列では生中継、それ以外は録画放送。
レース中継はTSKが、スタートとゴール中継は後援企業でもあるMABLEが放送するトップ&リレー。

### 実況
特記以外はTSKアナウンサー。
- 2017年
  - 山根収
  - 森昭一郎（フジテレビアナウンサー）
  - 篠田吉央（岡山放送アナウンサー）
  - 山下桃（リポート）
- 2018年
  - 森昭一郎（フジテレビアナウンサー）
  - 渡邊大祐（岡山放送アナウンサー）
  - 山根収
  - 山下桃（リポート）
- 2019年
  - 山根収
  - 森昭一郎（フジテレビアナウンサー）
  - 平川翔也（リポート）
  - 須田泰生（リポート）
- 2023年・2024年
  - 平川翔也
  - 森昭一郎（フジテレビアナウンサー）
  - 村上遥（リポート）

### ネット局
主催者のTSKと同時ネット4局ではスポンサードネットを行い、テロップでネット局をロール表示（遅れネットのtysを含む中四国の放送局）している（その他の番組販売扱いの遅れネット局での表示有無は不明）。遅れネットは55分に編集して放送。
| 放送対象地域   | 放送局                        | 系列           | 放送形態      | 大会当日の ワイドナショー                                                       | 備考         |
| -------------- | ----------------------------- | -------------- | ------------- | ------------------------------------------------------------------------------- | ------------ |
| 松江市         | 山陰ケーブルビジョン（MABLE） | CATV自主放送   | トップ&リレー |                                                                                 | 本大会後援   |
| 島根県・鳥取県 | さんいん中央テレビ（TSK）     | フジテレビ系列 | 制作局        | 番組返上                                                                        | 本大会主催者 |
| 岡山県・香川県 | 岡山放送（OHK）               | フジテレビ系列 | 同時ネット    | 番組返上（2015年 - 2016年） 2時間遅れ（2017年 - ）                              |              |
| 広島県         | テレビ新広島（tss）           | フジテレビ系列 | 同時ネット    | 番組返上（2015年 - 2018年） 同日深夜（翌日未明）25:25 - 26:40（2019年・2023年） |              |
| 愛媛県         | テレビ愛媛（EBC）             | フジテレビ系列 | 同時ネット    | 番組返上                                                                        |              |
| 高知県         | 高知さんさんテレビ（KSS）     | フジテレビ系列 | 同時ネット    | 番組返上（2015年 - 2018年） 2時間遅れ（2019年）                                 |              |
| 北海道         | 北海道文化放送（uhb）         | フジテレビ系列 | 時差ネット    |                                                                                 |              |
| 宮城県         | 仙台放送（OX）                | フジテレビ系列 | 時差ネット    |                                                                                 |              |
| 関東広域圏     | フジテレビ（CX）              | フジテレビ系列 | 時差ネット    |                                                                                 |              |
| 静岡県         | テレビ静岡（SUT）             | フジテレビ系列 | 時差ネット    |                                                                                 |              |
| 中京広域圏     | 東海テレビ（THK）             | フジテレビ系列 | 時差ネット    |                                                                                 |              |
| 近畿広域圏     | 関西テレビ（KTV）             | フジテレビ系列 | 時差ネット    |                                                                                 |              |
| 福岡県         | テレビ西日本（TNC）           | フジテレビ系列 | 時差ネット    |                                                                                 |              |
| 山口県         | テレビ山口（tys）             | TBS系列        | 時差ネット    | 同時ネット局同様にネット局としてテロップ表示あり                                |              |

- TSKと同時ネット4局は、2014年まで通常同時間帯に放送していた『笑っていいとも!増刊号』は全局2時間遅れで放送していた。また、この5局では『ミライ☆モンスター』は5分遅れの11:20 - 11:50に放送する。
- 中止となった2020年3月15日は、TSKと同時ネット予定4局では、本番組の時間帯において『ワイドナショー』『ミライ☆モンスター』への同時ネットに復帰せず（当初の予定通り時差ネットおよび番組返上で対応）、『潜入!ウワサの大家族SP』（関西テレビ制作・2019年2月17日放送分）の再放送で穴埋めとした（時差ネットのテレビ山口も同番組を放送）。
- 中止の決定が早かった2021年・2022年は、各局とも通常通りの編成で対応した。